# Kaminskij (dieriewnia)
Kaminskij (ros. Каминский) – wieś (dieriewnia) przy stacji w Rosji, w obwodzie iwanowskim, w rejonie rodnikowskim. W 2010 liczyła 10 mieszkańców.